# Ри, Марвел
Марвел Ри (англ. Marvel Rea; 9 ноября 1907 — 17 июня 1937) — американская актриса эпохи немого кино, известная своими совместными работами с Фордом Стерлингом. Также была одной из группы Мака Сеннета «Bathing Beauties».

## Ранняя жизнь
В 1910 году семья перебралась в Калифорнию. Дебютировала в кино в 1918 году, заключив контракт с киностудией Keystone Studios и став одной из участниц «Sennett Bathing Beauties». Её брат Томас Ри позже также снимался в фильмах.

## Комедийные фильмы
Снялась в фильме Её экранный Идол (1918) вместе с Фордом Стерлингом и Луиз Фазендой. Сыграла в фильме Героиня экранного идола, который являлся пародией на образы matinee idol.
С 1917 по 1925 годы снялась в более чем двадцати пяти фильмах, среди которых Умный манекенщик (1917), Летние девушки (1918), Ист Линн с Вибрациями (1919), Когда любовь слепа (1919), Лёгкий любовник (1920), Простофиля (1920) и Земля Саке (1920). В её свидетельстве о смерти упоминалось, что она снималась в фильмах Fox Film Corporation вплоть до 1932 года.

## Личная жизнь
28 октября 1918 года Ри вышла замуж за Генри Пейджа Уэллса. Они расстались в ноябре того же года. Примерно через две недели после этого Ри говорила, что Генри был для неё проблемой. В августе 1922 года Ри обвинила своего мужа в том, что он тратил всю свою сумму в размере 800 долларов на наркотики.
В августе 1936 года она начала встречаться с Эдвином Джеем Уилкинсоном. Дата их свадьбы неизвестна, но известно, что они оставались в браке вплоть до самой смерти актрисы.

## Нападение
2 сентября 1936 года в Лос-Анджелесе, трое молодых людей предложили актрисе поехать к ним домой. Когда она отказалась, они напали на неё, бросили в грузовик и отвезли её в Южный Лос-Анджелес. Там они её повалили на землю и избили её, применив в ход стеклянные бутылки. Затем каждый из преступников по очереди насиловал её. После этого она была брошена в полубессознательном состоянии. Ей понадобилось четыре часа, чтобы прийти в себя и обратиться за помощью.
Позже все трое подозреваемых были задержаны и допрошены в Лос-Анджелесском департаменте полиции, где им было предъявлено обвинение в похищении и в нападении, но они отрицали свою вину.
В январе 1937 года трое молодых водителей грузовика предстали перед судом Лос-Анджелеса, где им предъявлено обвинение в нападении на Ри. В итоге они были приговорены к лишению свободы сроком от одного до пятидесяти лет. Тем не менее в 1939 году все трое были освобождены из тюрьмы.

## Смерть
Ри так и не смогла оправиться от нападения на неё и 17 июня 1937 года покончила с собой в Лос-Анджелесе, приняв отраву для муравьёв. Была похоронена на кладбище Pacific Crest Cemetery в Релондо-Бич, в Калифорнии вместе со своей семьёй. В свидетельстве о смерти она была указана под именем Марвел Л. Уилкинсон, но тем не менее она была похоронена под именем Марвел Люсиль Ри.